# Prince of Persia
Prince of Persia è un videogioco a piattaforme sviluppato da Jordan Mechner e pubblicato da Brøderbund nel 1989, originariamente per Apple II. Ambientato in un palazzo della Persia medievale, il gioco segue le vicende di un protagonista senza nome impegnato a superare ostacoli e duellare con la spada per sconfiggere il visir Jaffar e salvare la figlia del sultano.
Il titolo è ricordato per la qualità e l'innovazione dell'animazione grafica, ottenuta da Mechner attraverso la tecnica del rotoscope già utilizzata nel precedente Karateka. Le animazioni del protagonista vennero realizzate dal game designer studiando le riprese di suo fratello che, vestito di bianco, ricreava i movimenti del personaggio correndo e saltando.
Prince of Persia venne acclamato dalla critica e influenzò i videogiochi a piattaforme degli anni a venire, ma inizialmente non fu un successo commerciale. Negli anni successivi ottenne un più ampio consenso di pubblico e venne pubblicato su molte altre piattaforme, tra cui Amiga, Apple Macintosh, MS-DOS, Nintendo Entertainment System, Game Boy, Super Nintendo e Sega Mega Drive. Un remake con grafica rinnovata ma medesime modalità di gioco, denominato Prince of Persia Classic, è stato pubblicato nel 2007 per PlayStation 3, Xbox 360, iOS e Android.
Il gioco è il capostipite della serie Prince of Persia: ha avuto due sequel diretti (Prince of Persia 2: The Shadow and the Flame nel 1993 e Prince of Persia 3D nel 1999), cui hanno fatto seguito due serie reboot e diversi spin-off pubblicati da Ubisoft tra il 2003 e il 2008.

## Trama
Il gioco è ambientato nella Persia medioevale. Mentre il Sultano è in guerra lontano dal paese, il malvagio Visir Jaffar complotta per salire al trono. L'ultimo ostacolo che lo separa dal potere è costituito dalla Principessa, l'unica figlia del sovrano, cui ha concesso un'ora per decidere tra il matrimonio con lui o la morte. Nel frattempo Jaffar ha fatto imprigionare il giovane amato dalla Principessa, che viene confinato nelle segrete del palazzo del Sultano. Il giovane riesce a recuperare una spada appartenuta a un guerriero ormai ridotto a un cumulo di ossa, e tenta di fuggire fronteggiando le guardie armate del Visir.
Superate le segrete, il giovane accede alle sale principali del palazzo del Sultano, disseminate di trappole posizionate dai sicari di Jaffar. Durante l'esplorazione del palazzo, il protagonista trova un misterioso specchio che infrange saltandovi attraverso, liberando in questo modo un doppelgänger che rappresenta l'incarnazione del lato malvagio del protagonista.
In seguito il giovane si imbatte nuovamente nel proprio doppelgänger, che lo ostacola chiudendo una porta e facendolo precipitare ancora una volta nei sotterranei del palazzo, dai quali riesce a fuggire solo grazie a una pozione che gli dona la leggerezza di una piuma. 
Il giovane riesce a risalire il palazzo, dove incontra per la terza volta il proprio doppelgänger, che stavolta ha intenzione di sfidarlo a duello. Ma i due, rendendosi conto che le proprie vite sono indissolubilmente legate l'una all'altra, si fondono e diventano un tutt'uno. Arrivato al cospetto di Jaffar, il protagonista riesce a ucciderlo in un ultimo duello, e raggiunge finalmente la Principessa.
Dopo tale impresa eroica, al proprio ritorno in Persia il Sultano decide di cedere al viaggiatore qualunque cosa voglia. Ma costui chiede solo in sposa la figlia del Sultano, diventando così il nuovo Principe di Persia.

## Modalità di gioco

Una sequenza di gioco della versione MS-DOS

Il giocatore controlla il Principe che deve trovare l'uscita dai vari livelli, che sono grandi e labirintici ambienti bidimensionali con visuale di lato, estesi su molte schermate in tutte le direzioni. Non ci sono scale di alcun tipo, e per salire a un piano superiore il Principe deve posizionarsi a un margine della piattaforma, saltare in alto, aggrapparsi al bordo e tirarsi su a forza di braccia. Altri movimenti possibili sono correre o camminare con cautela, calarsi verso il basso, fare salti in lungo, aggrapparsi al volo per non precipitare.
La difficoltà del gioco sta nel fatto che è giocato in tempo reale, quindi l'utente deve completare l'avventura senza interruzioni entro un'ora. Su alcune piattaforme è però possibile salvare il gioco all'inizio di ogni livello, ma il limite di tempo non viene riaggiornato: l'unico modo per perdere il gioco è lasciare che il tempo scada. Le vite infatti sono illimitate e se l'eroe viene ucciso il gioco ricomincia all'inizio del livello o ad un punto intermedio in alcuni livelli. L'energia è rappresentata da piccole ampolle in basso a sinistra (in versioni come quella per MS-DOS sono dei triangoli, i quali ricordano l'interfaccia di Karateka).
Ognuna di queste si svuota in seguito a piccole cadute, pozioni blu (veleni), ferite riportate nei combattimenti con gli sgherri del visir o alla caduta in testa di tegole fissate male nel soffitto, mentre si svuotano tutte istantaneamente nel caso il principe affronti disarmato un nemico, finisca in lame, spuntoni, tagliole o se precipiti in burroni molto alti (questi si originano anche dopo la caduta di alcune piastrelle che il personaggio potrebbe calpestare ignaro). Una volta che tutte le ampolle sono vuote, il principe muore.
È però possibile recuperare l'energia bevendo dalle fiale rosse, o aumentare addirittura il numero di borracce esistenti ingerendo un liquido che si trova in speciali ampolle, più grosse delle semplici borracce e, solitamente, nascoste o poste in aree pericolose. Oltre alle pozioni rosse e blu vi è quella verde, che in caso di cadute improvvise attutisce l'impatto oppure, presa in particolari livelli rovescia il monitor complicando lo svolgimento del gioco. Il gioco ha un tasso di violenza e di sangue (riscontrabile, ad esempio, nelle letali trappole disseminate nel palazzo) quasi mai raggiunto nelle altre produzioni dell'epoca.
Il combattimento avviene sotto forma di duelli uno contro uno con la spada, che hanno luogo quando il principe si imbatte in una delle guardie, che attendono in punti fissi. Le mosse possibili, oltre ad avanzare e indietreggiare, sono attaccare, parare i colpi dell'avversario o riporre l'arma. Gli avversari possono rispondere di rimando a un attacco con un contrattacco. Chi subisce un colpo perde una tacca di energia e viene spinto all'indietro, per cui talvolta è possible che il principe o l'avversario vengano spinti verso trabocchetti o precipizi. In alcuni livelli si incontrano in duello avversari con delle particolarità che li possono qualificare come boss, tra i quali lo scontro finale con Jaffar.

## Sviluppo

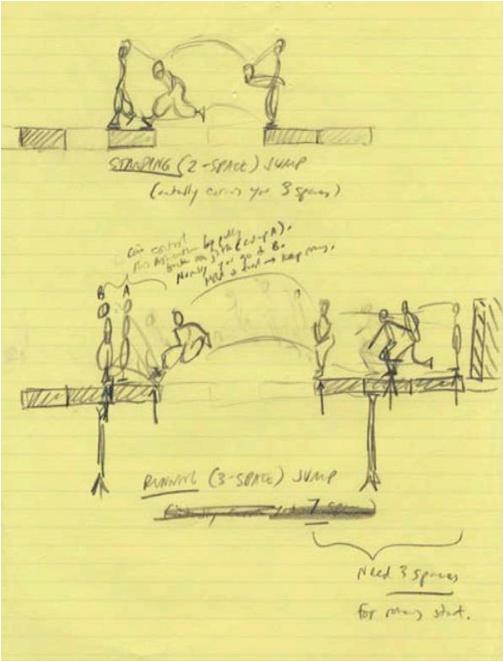
Una pagina dello storyboard realizzato da Jordan Mechner per lo sviluppo del gioco

Dopo il successo di Karateka, sviluppato mentre era uno studente universitario, Jordan Mechner avrebbe voluto indirizzare la propria carriera verso il cinema. Provò per un anno a scrivere una sceneggiatura, ma nel 1986 accettò di sviluppare un nuovo videogioco per conto della Brøderbund. Sebbene la casa di produzione sperasse in un sequel di Karateka, proprio il successo di quel titolo consentì a Mechner di ottenere totale libertà creativa. Cominciò quindi a sviluppare un progetto originale basato sulle meccaniche di due videogiochi della stessa Brøderbund, Lode Runner e The Castles of Doctor Creep.
Convinto che parte del successo di Karateka fosse dovuto all'ambientazione esotica, Mechner decise di attingere all'immaginario mediorientale de Le mille e una notte. Parte dell'ispirazione venne anche dal cinema: per l'ambientazione il game designer si ispirò al film del 1940 Il ladro di Bagdad, mentre per l'intricato sistema di trabocchetti e trappole mortali del palazzo si rifece alla sequenza di apertura de I predatori dell'arca perduta. Il titolo del gioco venne suggerito come nome provvisorio da Ed Badasov della Brøderbund durante una riunione nel settembre 1986, ma poi venne mantenuto anche per il prodotto finale.
Prince of Persia venne sviluppato nell'arco di tre anni, utilizzando il linguaggio assembly 6502. Mechner scrisse le prime linee di codice il 21 ottobre 1986, implementando le animazioni nelle settimane immediatamente successive, ma nei primi mesi del 1987 lo sviluppo subì una battuta d'arresto perché il game designer si dedicò alla scrittura di una sceneggiatura cinematografica che non vide mai la luce.
Per realizzare le animazioni, Mechner utilizzò la tecnica del rotoscope già impiegata in Karateka, prima filmando il fratello David mentre correva e saltava e poi trasferendo i frame su computer. Secondo il progetto iniziale di Mechner il gioco doveva incentrarsi interamente sull'esplorazione dei livelli, senza alcun combattimento: questo sia per i limiti tecnici dell'Apple II, sia perché lo sviluppatore voleva che il Principe fosse non-violento. A metà dello sviluppo, tuttavia, Mechner si rese conto che al gioco mancava una componente fondamentale di azione e suspense, e decise quindi di implementare le sequenze action. Per realizzare le animazioni necessarie, Mechner si ispirò al duello finale tra Errol Flynn e Basil Rathbone nel film del 1938 La leggenda di Robin Hood, che venne filmato e convertito in animazione tramite rotoscope.
Il tema musicale del gioco, ispirato alle sonorità arabe, venne composto dal padre di Mechner, Frances. Successivamente, in occasione del porting su Game Boy, venne implementata una nuova colonna sonora composta da Tommy Tallarico.
Nel 2012 Jordan Mechner, con l'aiuto di alcuni tecnici specializzati, ha recuperato il codice sorgente del gioco dai floppy disk utilizzati ai tempi dello sviluppo, che credeva fossero andati persi. Il designer ha deciso di pubblicare il codice su GitHub, rendendolo liberamente fruibile da tutti. Nel 2019, in occasione del trentennale del titolo, Mechner ha pubblicato il volume The Making of Prince of Persia, una raccolta dei propri diari di sviluppo tenuti tra il 1985 e il 1993.

## Versioni

### Porting ufficiali

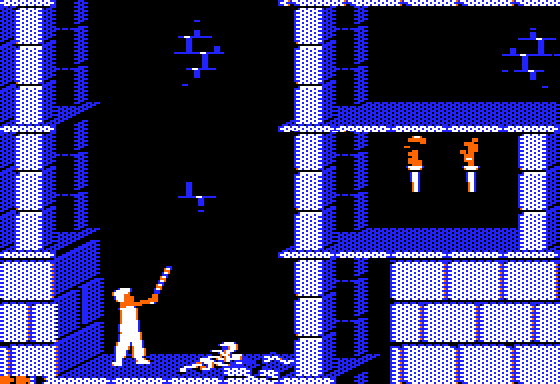
Schermata tratta dal primo livello di gioco, nella versione per Apple II

Prince of Persia venne pubblicato originariamente per Apple II nel 1989. La piattaforma era nella fase finale del suo ciclo di vita, così sia Mechner che Brøderbund si adoperarono per realizzare dei porting per altri sistemi di gioco.
Il primo porting, realizzato internamente da Brøderbund con il supporto dello stesso Mechner, fu quello per MS-DOS; questa versione introdusse una grafica a 256 colori e migliorie nella colonna sonora. A stretto giro seguirono le versioni per Amiga e Atari ST, già contrattualizzate, mentre in Europa il gioco cominciò a essere commercializzato su computer a 8 bit come l'Amstrad CPC. Nel mercato giapponese Prince of Persia venne distribuito inizialmente su PC-98, FM Towns e Sharp X68000, tre computer a 16 bit, in porting sviluppati da Arsys Software e pubblicati da Riverhillsoft; queste versioni introdussero alcune migliorie grafiche tra cui un nuovo aspetto per il protagonista (raffigurato con un turbante e una veste mediorientale), oltre alla possibilità di salvare il gioco in modo da riprenderlo in un'altra sessione.

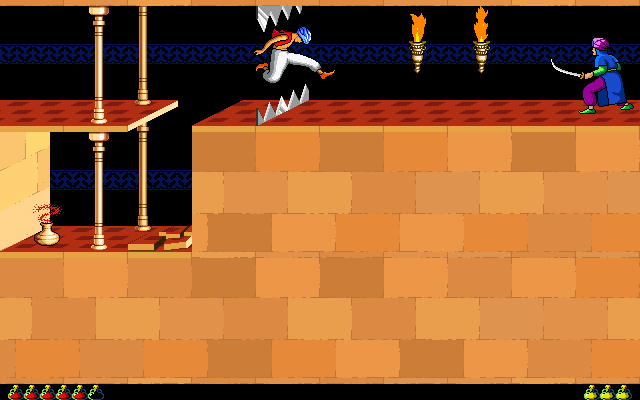
Schermata tratta dalla versione Macintosh, in cui è visibile il nuovo look del protagonista mutuato dai porting giapponesi

Nel 1992 Brøderbund pubblicò una versione per Macintosh, che riprendeva alcuni elementi grafici dei porting giapponesi, mentre Virgin Interactive pubblicava il titolo su Game Boy e NES. Nello stesso anno Prince of Persia fece la sua comparsa sulle console SEGA, grazie a porting realizzati da Domark: il gioco venne pubblicato per Sega Master System, Game Gear e Sega Mega Drive; quest'ultima versione presentava, esclusivamente per il mercato europeo, quattro livelli in più e del tempo aggiuntivo per completare il gioco.
Il gioco venne portato anche su SNES, in una versione sviluppata ancora una volta da Arsys e distribuita a livello mondiale da Konami. Rispetto ai precedenti porting, la versione SNES presentò alcune novità sostanziali: vennero introdotti un livello tutorial, porzioni aggiuntive del palazzo, nuove trappole e un set di nemici più ampio, mentre il tempo per completare l'avventura venne portato a due ore.
Alcuni porting arrivarono a distanza di anni dalla prima pubblicazione del titolo: nel 1999 Red Orb Entertainment pubblicò il gioco per Game Boy Color, mentre nel 2010 Ubisoft ha curato il porting per dispositivi iOS.

### Porting non ufficiali
Nel corso degli anni il gioco ha avuto dei porting non ufficiali, spesso realizzati da singoli individui, che ne hanno esteso la distribuzione anche ad altri dispositivi.
Già nel 1992 un programmatore britannico, Chris White, realizzò un porting per SAM Coupé a partire dalla scansione dei singoli frame della versione Amiga. Nel 1996 alcuni programmatori russi portarono il titolo su ZX Spectrum 128k. Nel 1998 uno sviluppatore ha implementato il gioco per calcolatrici HP 48. Nel 2011 è stato invece eseguito il porting per Commodore 64, a partire dal codice sorgente della versione Apple II.

### Remake
Nel 2007 Ubisoft ha pubblicato un remake intitolato Prince of Persia Classic. Sviluppato da Gameloft, il gioco è stato distribuito per Xbox 360, PlayStation 3 e successivamente per dispositivi mobili iOS e Android. Il titolo ripropone le stesse meccaniche del gioco originale, con una veste grafica rinnovata ispirata a Prince of Persia: Le sabbie del tempo e alcune semplificazioni nel gameplay.

## Accoglienza

### Vendite
Ai tempi della sua prima pubblicazione su Apple II Prince of Persia è stato uno scarso successo commerciale, con circa 7.000 copie vendute nel corso del primo anno. A partire dagli anni successivi, con i porting su diverse piattaforme, il gioco è andato invece incontro a un enorme successo di pubblico, soprattutto in Giappone ed Europa. Al momento della pubblicazione del suo primo sequel aveva venduto circa 2 milioni di copie nel mondo, cifra che è stata poi superata con vendite costanti per tutti gli anni '90.

### Critica
| Testata     | Versione    | Giudizio |
| ----------- | ----------- | -------- |
| Amiga Power | Amiga       | 81       |
| The One     | Amiga       | 93       |
| ACE         | Amiga       | 91       |
| Raze        | Amiga       | 92       |
| Raze        | MS DOS      | 92       |
| Zzap!       | Amstrad CPC | 89       |
| Crash       | SAM Coupé   | 96       |
| Zero        | Game Boy    | 93       |
| Zero        | Game Gear   | 91       |

Prince of Persia è stato acclamato dalla critica sin dalla sua prima pubblicazione su Apple II e ha ottenuto recensioni positive anche per i successivi porting, diventando nel corso degli anni un classico del genere.
La rivista Computer Gaming World, nel recensire la versione originale, ha affermato che il gioco riusciva a catturare l'atmosfera dei grandi film di avventura e ha paragonato l'impatto di Prince of Persia sui videogiochi a quello avuto dal primo Star Wars sul cinema. Gary Whitta di The One ha definito la versione per Amiga «estremamente giocabile» e ha paragonato il gioco ai film della saga di Indiana Jones. Sempre con riferimento alla versione Amiga, ACE ha affermato che il titolo era allo stesso tempo «un capolavoro di animazione e una gioia per i giocatori». Paul Rigby, in una recensione apparsa su Raze, ha sostenuto che Prince of Persia era uno dei migliori platform game disponibili per PC. Il magazine britannico Crash ha definito la versione pubblicata su SAM Coupé il miglior titolo disponibile per la piattaforma. La rivista Zero ha considerato il gioco «un classico di tutti i tempi», affermando che la versione per Game Boy non faceva eccezione. Il magazine italiano Zzap! ha recensito la versione per Amstrad CPC, lodando la longevità del titolo e affermando che l'hardware del computer era stato sfruttato al massimo.
Il gioco ha ricevuto diversi riconoscimenti anche negli anni successivi alla sua pubblicazione. Computer Gaming World, in un articolo pubblicato nel 1996, ha classificato il titolo all'ottantaquattresimo posto tra i centocinquanta migliori videogiochi di tutti i tempi, mentre l'emittente televisiva francese Canal+, nel 1997, ha eletto Prince of Persia «gioco del decennio». Nel 2019 la rivista Wired ha inserito Prince of Persia tra i cinquanta videogiochi da provare almeno una volta nella vita.

## Serie
Prince of Persia segnò l'inizio di un franchise destinato a espandersi anche oltre i confini del mondo videoludico. Il successo commerciale del titolo portò Brøderbund a realizzare un sequel, Prince of Persia 2: The Shadow and the Flame. Il gioco vide l'impiego di un team di sviluppo più ampio, con Mechner nelle vesti di game director, mentre la trama proseguiva laddove si era interrotta quella del primo episodio. Il titolo venne pubblicato nel 1993 e ottenne un buon successo di pubblico e critica, pur senza raggiungere gli stessi livelli del predecessore. La serie proseguì nel 1999 con Prince of Persia 3D, cui Mechner collaborò solo in veste di consulente esterno; il gioco venne sviluppato da Mindscape e pubblicato da Red Orb Entertainment, una controllata della Brøderbund, andando incontro a valutazioni negative della critica e al fallimento commerciale. Dopo la chiusura della Brøderbund, nel 2001 i diritti del franchise vennero acquistati da Ubisoft, che a partire dal 2003 ha pubblicato due serie reboot e diversi spin-off. Nel 2010 la serie è approdata anche al cinema con il film Prince of Persia - Le sabbie del tempo diretto da Mike Newell.

## Impatto culturale
Il gioco ebbe un impatto considerevole sul mondo dei videogiochi sin dal momento della sua pubblicazione. Prince of Persia influenzò videogiochi a piattaforme come Another World (1991) e Flashback (1992), entrambi realizzati con la tecnica del rotoscope, e come Disney's Aladdin (1993), che ne riprendeva l'ambientazione mediorientale. Altri titoli che ricalcarono le stesse meccaniche del gioco, pur andando incontri a esiti commerciali molto diversi, furono Cruel World di Makh-Shevet (1993) e Zorro di Capstone Software (1995). Il gioco è considerato anche uno dei precursori delle avventure dinamiche, e in particolare della serie Tomb Raider.
Prince of Persia è trattato in un'opera letteraria, Il Principe del Gosplan, un racconto surreale dello scrittore russo Viktor Olegovič Pelevin in cui un impiegato statale si ritrova all'interno di un videogioco, con diversi riferimenti al titolo Brøderbund.